# Josef Bouška
Josef Bouška (sinh ngày 25 tháng 8 năm 1945) là một cầu thủ bóng đá người Slovakia. Anh thi đấu ở giải đấu nam tại Thế vận hội Mùa hè năm 1968.